# بيتر موراي
بيتر موراي (بالإنجليزية: Peter Murray)‏ هو لاعب اتحاد الرغبي نيوزلندي، ولد في 23 يناير 1884، وتوفي في 6 فبراير 1968 في أوكلاند في نيوزيلندا.